# Cive (verrerie)
Pour les articles homonymes, voir Cive.

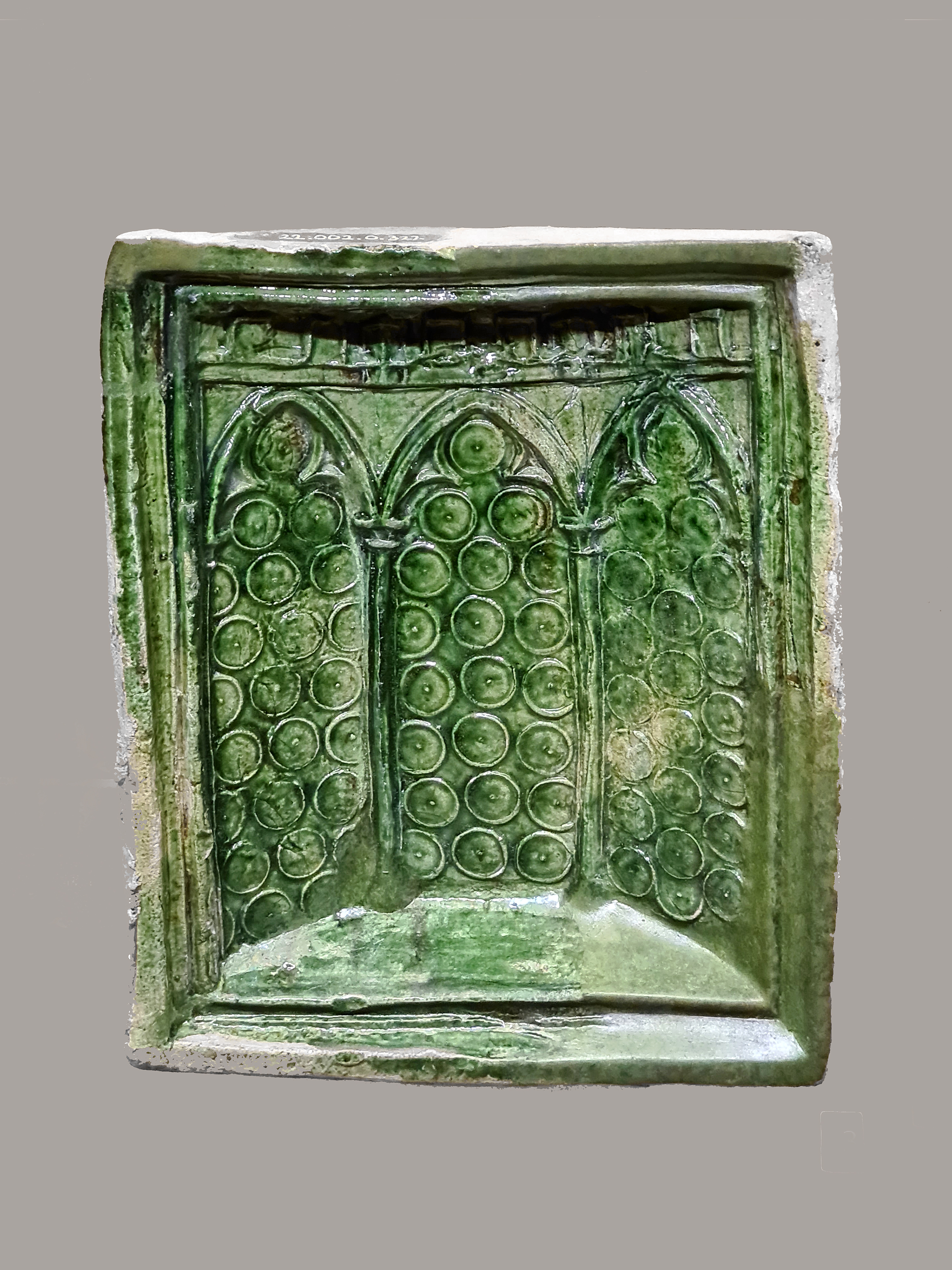
Carreau en céramique (15e-16e s.), avec fenêtres géminées ornées de cives.

La cive est une pièce de verre circulaire avec une boudine en son centre. La cive ressemble à un verre à pied dont seul reste le pied.

## Technique
Un disque est obtenu par modelage. La canne du souffleur est enlevée de la masse laissant un trou qui permet de modeler un disque. Le téton restant est dû au retrait du pontil, il est appelé boudine. Le disque de verre est refroidi naturellement.

## Utilisation
Au Moyen Âge, la cive est utilisée pour élaborer des vitres « montées au plomb ». Dès le XIVe siècle, les personnes fortunés peuvent s'offrir ce luxe. Les châteaux-forts sont les premières bâtisses à bénéficier de cette technique. La vitre ainsi fabriquée est solide par l'épaisseur du verre et son armature.